# Omega Air Refueling

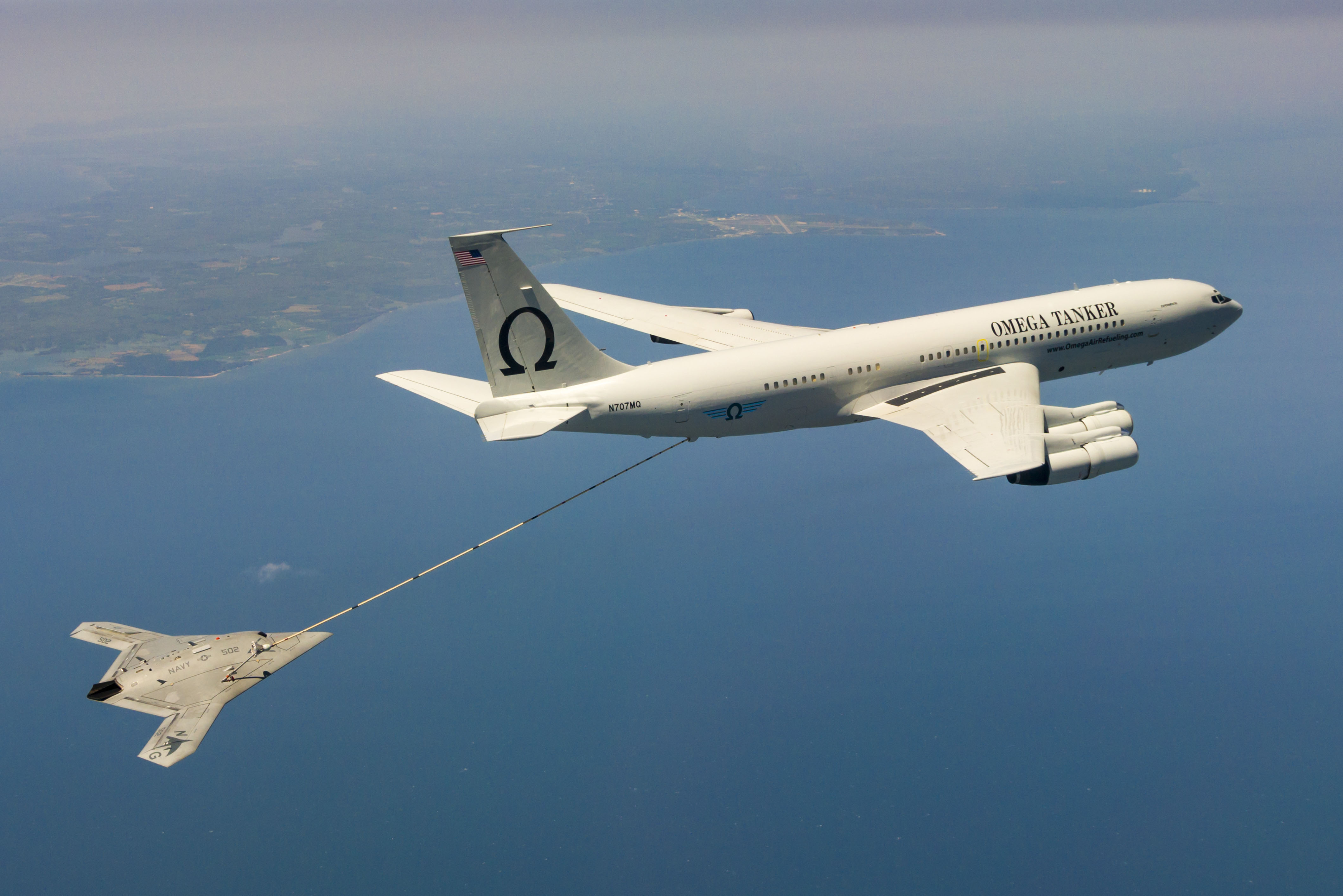
Um Boeing 707 da Omega Air a reabastecer um Northrop Grumman X-47B em Abril de 2015

A Omega Air Refueling é uma companhia que providencia serviços de reabastecimento aéreo para unidades militares, incluindo serviços para a Força Aérea dos Estados Unidos. De acordo com o website da companhia, a Omega realizou o primeiro reabastecimento aéreo comercial de uma aeronave em 1999, e tem fornecido este serviço à Marinha dos Estados Unidos desde 2001. A companhia também foi contactada pela Real Força Aérea Australiana para prestar apoio a exercícios de treino, enquanto a RAAF não recebesse os KC-30A que já estavam encomendados à Airbus. Segundo a Omega, já foram efectuados contratos com a Força Aérea Real e com a RAAF para apoio de futuros exercícios militares.
No dia 18 de Maio de 2011, um dos Boeing 707 da companhia foi destruído após ultrapassar o limite da pista durante a decolagem na Base Naval de Ventura County, na Califórnia. Todos os três membros da tripulação sobreviveram e a aeronave teve perda total. 
A Omega opera dois Boeing 707, um McDonnell Douglas DC-10-40 e um McDonnell Douglas DC-10-30.
Em 22 de Abril de 2015, um dos 707 da companhia reabasteceu o demonstrador de tecnologia Northrop Grumman X-47B. A Marinha dos Estados Unidos disse aos média que foi a primeira vez que um veículo aéreo não-tripulado foi reabastecido durante um voo.
| Aeronave                   | Total                                                    |
| -------------------------- | -------------------------------------------------------- |
| Boeing 707-3K1C            | 3 aeronaves, prefixos N707MQ, N707GF e N629RH (estocado) |
| McDonnell Douglas DC-10-30 | 2 aeronaves, prefixos N235UL e N264DE                    |
| McDonnell Douglas DC-10-40 | 1 aeronave, prefixo N974VV                               |